# Brébfalva
Brébfalva (Brebeni), település Romániában, a Partiumban, Máramaros megyében.

## Fekvése
Magyarlápostól északnyugatra, a Köves-hegy északi részén,  a Vale Bábi nevű patak mellett, Ünőmező délnyugati szomszédjában fekvő zsákfalu.

## Nevének eredete
Brébfalva nevét alapítójáról, egy Bréb nevű kenézről kapta.

## Története
Brébfalva nevét 1570-ben említette először oklevél Babapataka, Brethfalva néven. 1639-ben Brebbfalva alias Baba Pataka, 1699-ben Brebfalva, 1751-ben
Brébfalva, 1733-ban Brebeny, 1750-ben Brebenyi, 1808-ban Brébfalva ~ Prébfalva, Ehrendorf, 1913-ban Brébfalva néven írták. 
A falut még Rákóczi György fejedelem adta a Bota családnak, hogy azt benépesítsék. A Bota család leszármazottai voltak a főbb birtokosai még az 1800-as évek végén is.
1639-ben Brebbfalva alias Baba Pataka I. Rákóczi György birtoka volt.
1910-ben 352 lakosából 6 német, 346 román volt. Ebből 316 görögkatolikus, 30 görögkeleti ortodox, 6 izraelita volt.
A trianoni békeszerződés előtt Szolnok-Doboka vármegye Kápolnokmonostori járásához tartozott.

## Nevezetességek
- Görögkatolikus temploma - kőből épült 1893–1896 között a régi fatemplom helyett, melyet 1897-ben Mihály arkangyal tiszteletére szenteltek fel. Harangjait Kolozsváron öntötték 1850-ben és 1878-ban.